# Stykkishólmur
Stykkishólmur est une ville et municipalité d'Islande située sur la Snæfellsnes.
La majorité de la population est concentrée autour du port de Stykkishólmur, situé dans le fjord Breiðafjörður, à l'entrée du Hvammsförður. C'est notamment le point de départ d'un ferry traversant le Breiðafjörður vers la ville de Brjánslækur via l'île de Flatey.

## Géographie
Ce port est situé dans le fjord Breiðafjörður, à l'entrée du Hvammsförður, sur le côté nord de la péninsule du Snæfellsnes. C'est notamment le point de départ d'un ferry traversant le Breiðafjörður vers la ville de Brjánslækur via l'île de Flatey.
Son nom vient de la petite colline qui domine le port, Stykkið.

## Histoire
En 1274, Stykkishólmur est mentionnée pour la première fois, et au Moyen Âge Stykkishólmur fut mentionnée comme un port de la Ligue hanséatique. Le 18 de mai 1987, Stykkishólmur obtient les privilèges d'une ville (kaupstaðarréttindi), et en 1989 la ville  avait 1 225 habitants.
Un vote a lieu en mars 2022 où près de 92 % des résidents de Stykkishólmur et près de 79 % des résidents d'Helgafellssveit approuvent la proposition de fusion qui est opérationnelle en mai 2022.

## Dans la culture
Le décor a servi dans le film La Vie rêvée de Walter Mitty, lorsque l'avion est censé atterrir à Nuuk au Groenland.

## Bâtiments et sites notables
Au centre de Stykkishólmur il y a plusieurs bâtiments historiques. Le musée de la ville se trouve dans la maison la plus vieille de Stykkishólmur, construite en bois en 1828. Comme le bois avait été importé de la Norvège, la maison s'appelle Maison norvégienne (Norska Húsið). La maison Egilsenshús, construite en 1867, était la maison de commerce du marchand Egilsen. La maison Frúarhúsið est pareillement une maison de commerce du XIXe siècle.
Stykkishólmskirkja, l'ancienne église de Stykkishólmur, fut construite en bois en 1903 et inaugurée le 1er janvier 1904. La nouvelle église de la ville, construite en béton, fut inaugurée le 6 mai 1990. L'église Hvítasunnukirkja fut construite entre 1947 et 1950.

Vue générale de Stykkishólmur
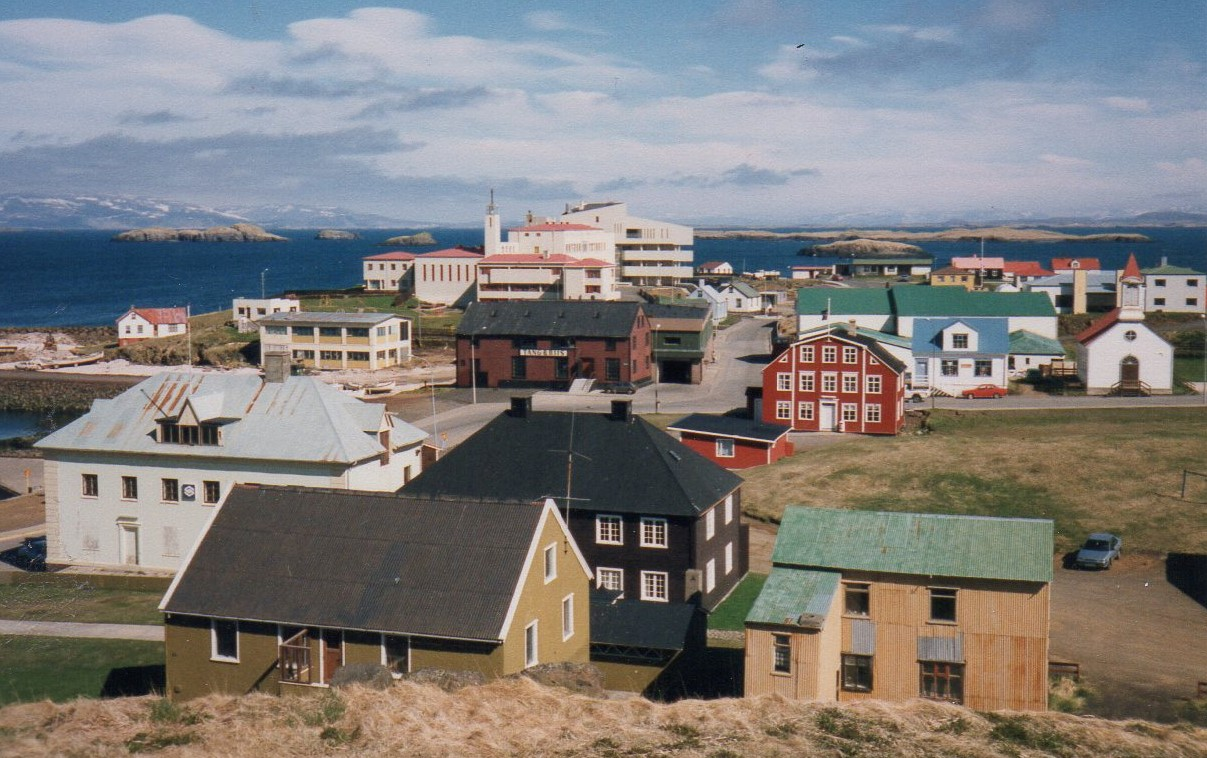
Centre historique
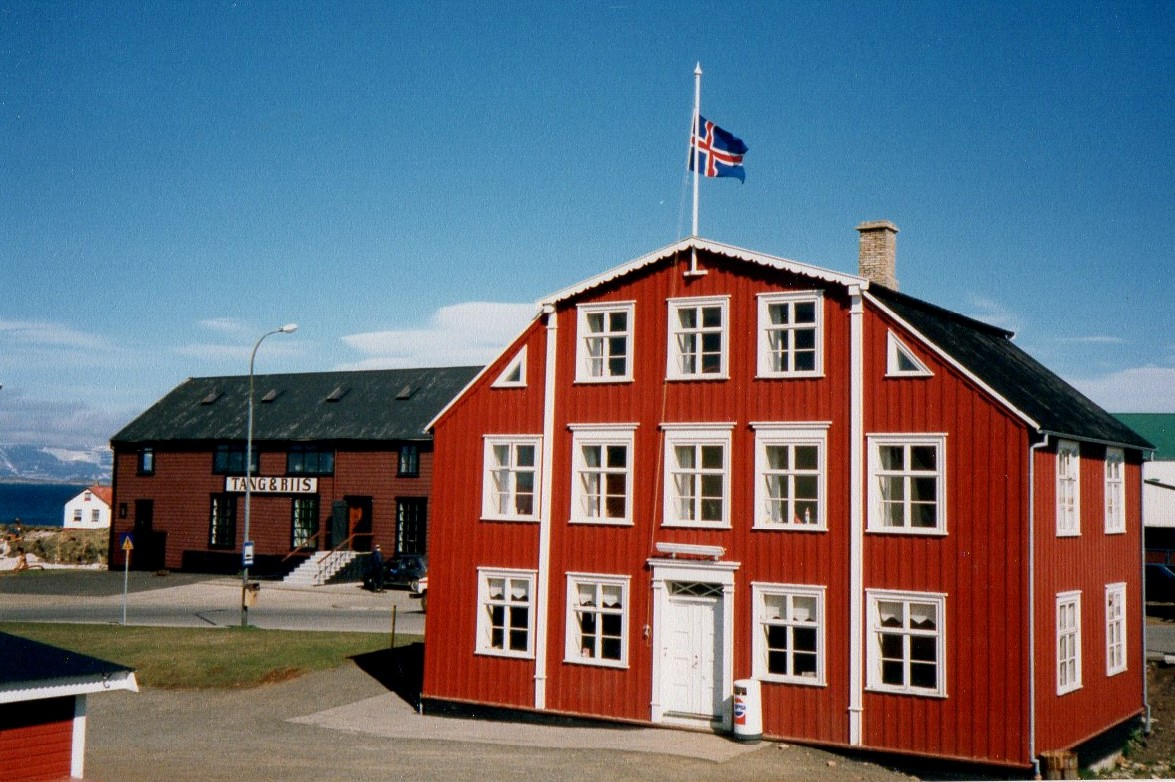
Maison Egilsenshús
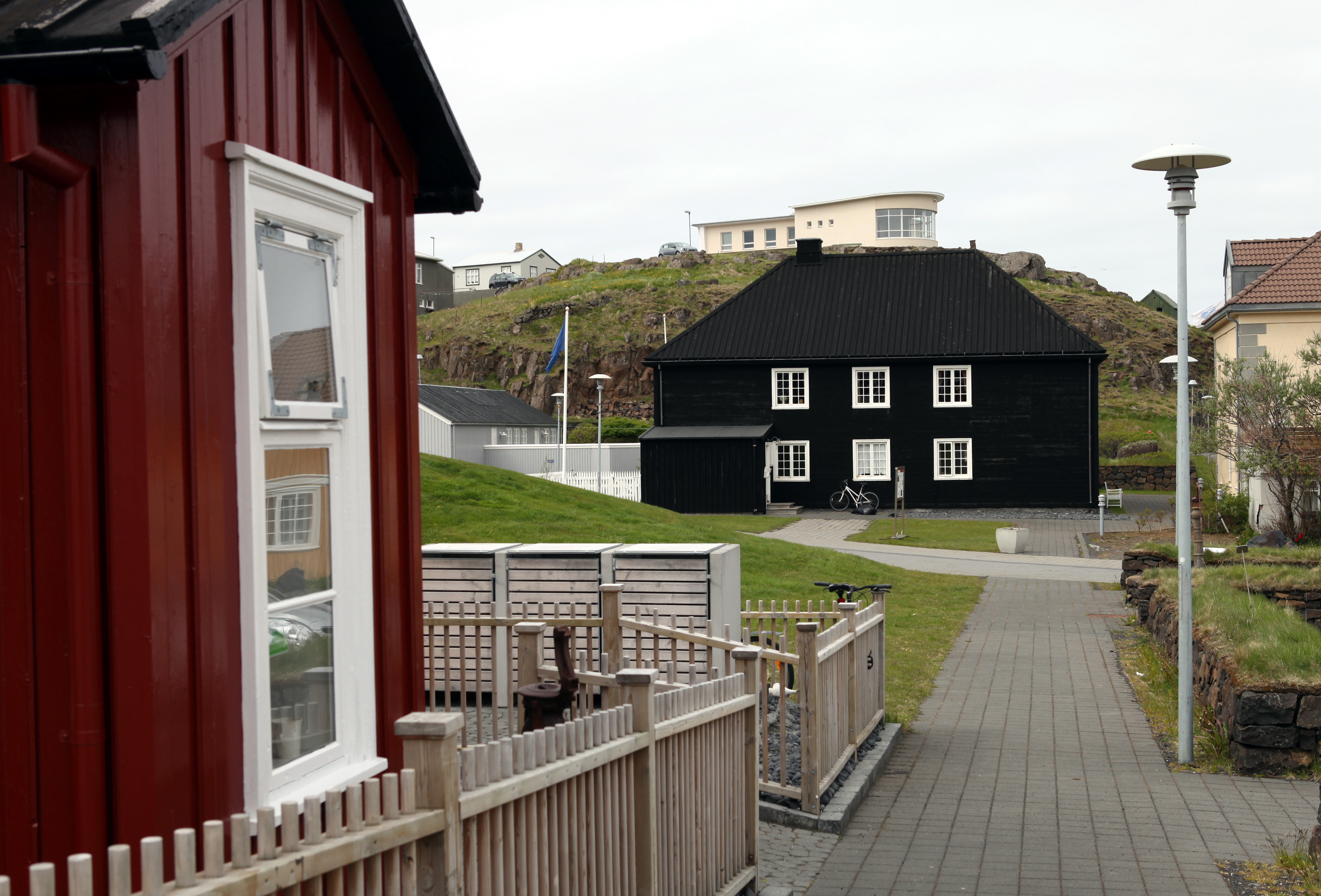
Maison norvégienne
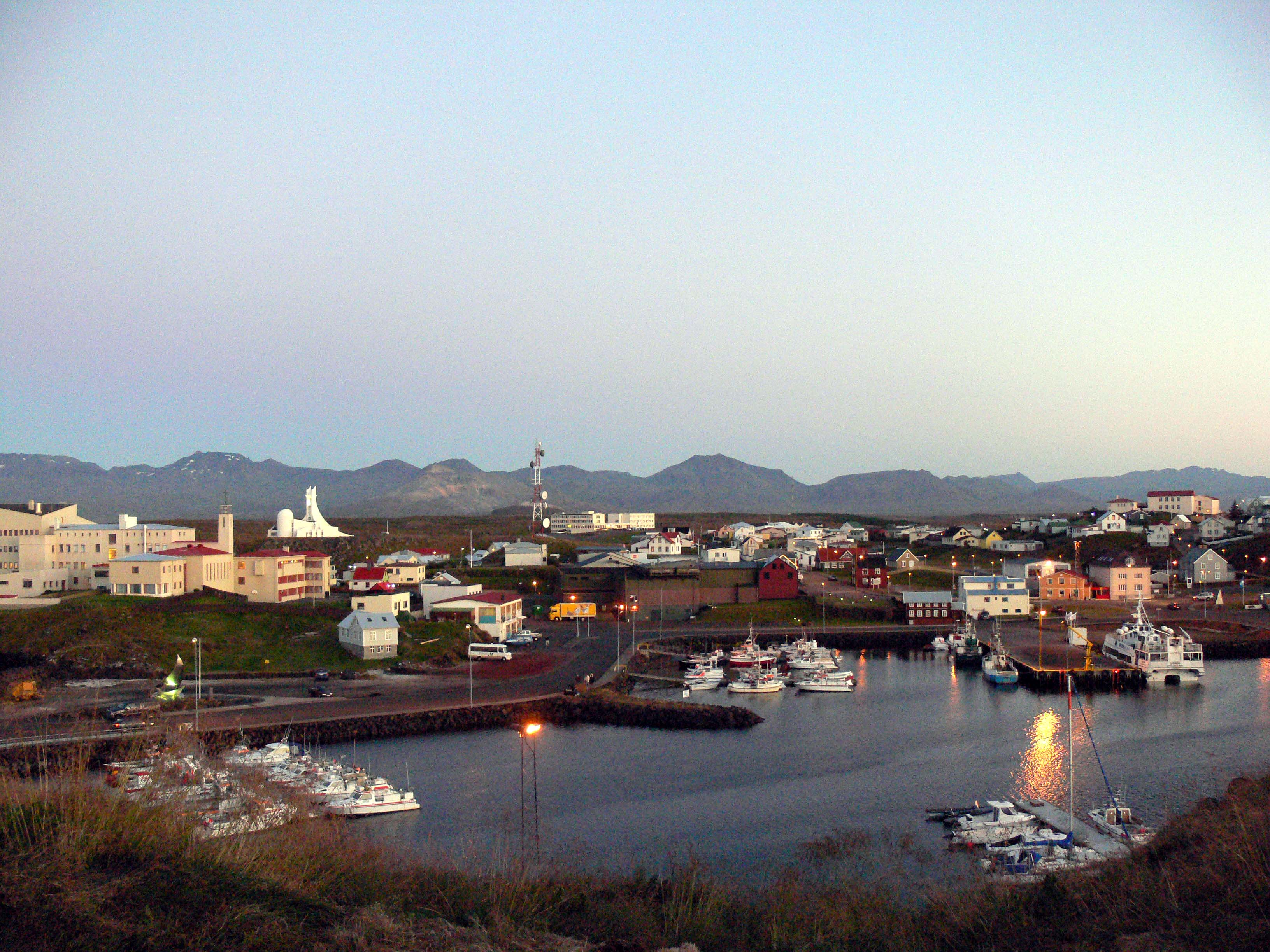
Le port

## Jumelages
La ville de Stykkishólmur est jumelée avec :
- Kolding (Danemark)
- Drammen (Norvège)
- Örebro (Suède)
- Lappeenranta (Finlande)